# ラウル1世・ド・ブリエンヌ

ラウル1世の紋章

ラウル1世・ド・ブリエンヌ（Raoul Ier de Brienne, ? - 1344年1月19日）は、ウー伯ジャン3世・ド・ブリエンヌとギーヌ女伯ジャンヌの息子。

## 生涯
ラウル1世は1302年に父よりウー伯位を、1332年に母よりギーヌ伯位を継承した。1329年にフランス軍総司令官（Connétable de France）とされ、ラングドック総督もつとめた。ラウル1世は、総司令官の地位にふさわしく、百年戦争の初期にフランス軍を指揮した。しかし、サンプション卿（en）によると、ラウル1世は指揮官の資質に乏しく、「才能が非常に限られた人物」であるという。
1315年、ロルムおよびシャトー＝シノンの女領主、ジャンヌ・ド・メロ（1351年没）と結婚した。ジャンヌはドルー6世・ド・メロの娘で、ブルゴーニュの裕福な男爵領の相続人であった。夫妻の間には3子供が生まれた。
- ラウル2世（1315年 - 1350年）- ウー伯およびギーヌ伯[1]
- ジャンヌ（1389年没） - シャトー＝シノン女領主。1342/3年にブリエンヌ伯ゴーティエ6世と結婚[1]、1357年にエタンプ伯ルイ1世・デヴルー（1336年 - 1400年）と結婚
- マリー - 早世[1]

ラウル1世はオルレアン公フィリップとブランシュ・ド・フランスの結婚を記念して開催された馬上槍試合中に殺害され、息子ラウル2世が跡を継いだ。フランスとイングランドの戦争に資金を提供し、身分にふさわしい生活を維持するための費用が財政を著しく消耗させ、最後には破産し借金を抱えた状態で亡くなった。